# Larentia semifissata
Larentia semifissata är en fjärilsart som beskrevs av Walker 1862. Larentia semifissata ingår i släktet Larentia och familjen mätare. Inga underarter finns listade i Catalogue of Life.